# Jan Řezníček
Jan Řezníček (* 22. listopadu 1992, Pardubice) je český fotbalový záložník, odchovanec FK Pardubice. V současné době je hráčem MFK Chrudim.

## Klubová kariéra
S fotbalem začínal v MFK Pardubice, prošel také týmy Tesla Pardubice a FK AS Pardubice, od založení klubu FK Pardubice zde působil. Před sezónou 2018/19 přestoupil do SFC Opava .

### FK Pardubice
V Pardubicích odehrál 134 ligových zápasů, ve kterých si z pozice středního záložníka připsal 12 gólů a 13 žlutých karet.

### SFC Opava
Po sezóně, ve které Pardubice skončily třetí, přestoupil do Slezského FC Opava, který v sezóně 2017/18 skončil první a vybojoval si tím postup do nejvyšší soutěže . Svůj první gól v nejvyšší soutěži si připsal 20. června 2020, když snižoval na 1:2 proti FC Fastav Zlín. Jeho tým nakonec prohrál 1:3.

### MFK Chrudim
Dne 2. července 2021 přestoupil do východočeské Chrudimi.